# Сарлик
Сарли́к (каз. Сарлық) — село у складі Улитауського району Улитауської області Казахстану. Адміністративний центр Амангельдинського сільського округу.
Населення — 352 особи (2021; 524 у 2009, 679 у 1999, 1109 у 1989).
Національний склад станом на 1989 рік:
- казахи — 100 %.